# CD-4
CD-4 (N-Этил-N-гидроксиэтил-3-метил-1,4-фенилендиамин сульфат, 4-(N-этил-N2-гидроксиэтил)-2-метилфенилендиамин сульфат) — органическое соединение с формулой C11H20N2O5S. Используется как цветное проявляющее вещество паратолуилендиаминового ряда в фотографии. CD-4 — торговое название, использующееся фирмой Kodak и являющееся сокращением от Color Developing Agent 4 (цветное проявляющее вещество 4).
Торговые названия: CD 4 (Kodak, США), 21D (Fujifilm, Япония), Colour Developer 4 (Merck KGaA, Германия).

## История
Вещество впервые описано в патенте немецкой фирмы Agfa.

## Физические и химические свойства
Молярная масса составляет 292,35 г/моль.
CD-4 относится к производным паратолуилендиамина. Как и у других цветных проявляющих веществ паратолуилендиаминового ряда (CD-2, CD-3, CD-6), метиловая группа, находящаяся в орто-положении к аминогруппе, связывающейся с цветообразующей компонентой, предназначена для облегчения отдачи электрона проявляющим веществом иону серебра, что повышает активность и уменьшает время проявления.
Вещество применяется в виде сернокислой соли, что обусловлено тем, что все производные п-фенилендиамина в форме основания легко окисляются кислородом воздуха, а в виде солей они имеют лучшую растворимость в щелочных водных растворах и относительную химическую стабильность.

## Получение
Синтезируют в три стадии, исходя из N-этил-м-толуидина. На первой стадии N-этил-м-толуидин обрабатывают окисью этилена в анилине при 130—135 °C:
 {\displaystyle {\ce {->[{\text{окись этилена}}][{\text{анилин, 130—135 °C}}]}}} 
затем проводят нитрозирование нитритом натрия в соляной кислоте:
 {\displaystyle {\ce {->[HCl + NaNO_2]}}} 
после чего восстанавливают полученное нитрозосоединение цинковой пылью:
 {\displaystyle {\ce {->[Zn]}}} 

## Применение
Применяется как высокоактивное проявляющее вещество при обработке цветных негативных плёнок Kodak, Agfa, Fujifilm. Используется в процессе C-41, может применяться в любительских рецептах процесса E-6 как замена проявителя CD-3.

## Безопасность
Аллерген, вызывает раздражение кожи.